# 燕易王后
燕易王后（?—?），是战国时期燕国国君燕易王之夫人。
燕易王后是秦国人，秦惠文王的女兒。前334年嫁給燕後文公的太子，第二年，燕文公去世，太子即位为燕易王，秦女为王后。《戰國策》記載，苏秦以王后为秦国公主，劝说赵国、齊國不要进攻燕国。